# 方若

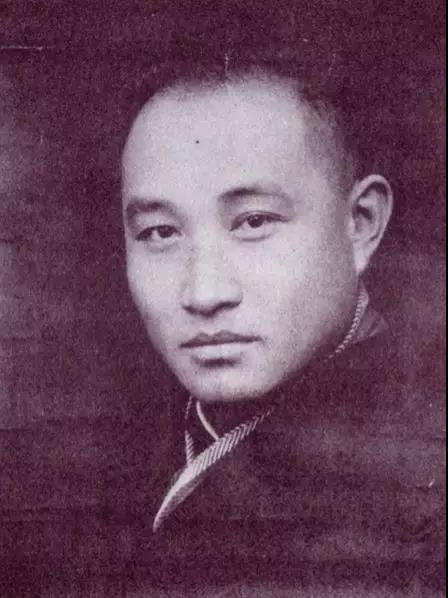
年轻时的方若

方若（1869年—1954年）字药雨，原名方成、字楚卿，祖籍浙江镇海，后迁居定海，长年居住在天津，中华民国新闻界人物、政治人物，实业家，擅诗词、绘画、篆刻，并爱好收集古钱币，是钱币学大师。

## 生平
他是晚清秀才，曾经担任过永定河工委员、北洋大学文案兼教习、《国闻报》主笔以及日本人创办的《天津日日新闻》社长兼总编等职。
抗日战争期间，在日军扶植下历任天津治安维持会筹备委员、天津市公署首席参事代理市长、特别行政公署代理署长，后又任华北政务委员会委员。抗战结束后被捕，后被释放。

## 著作
方若是民国时期钱币学集大成者，代表著有：
- 《校碑随笔》
- 《言钱别录》
- 《言钱补录》
- 《古化杂咏》
- 《旧雨楼集外集》